# Skorzynice
Skorzynice (Duits: Hartliebsdorf) is een plaats in het Poolse woiwodschap Neder-Silezië.

## Bestuurlijke indeling
In de periode van 1975 tot aan de grote bestuurlijke herindeling van Polen in 1998 viel het dorp bestuurlijk onder woiwodschap Jelenia Góra, vanaf 1998 valt het onder woiwodschap Neder-Silezië, in het district Lwówecki. Het maakt deel uit van de gemeente Lwówek Śląski, ligt op 7 km ten oosten van Lwówek Śląski en 96 km ten westen van de provinciehoofdstad (woiwodschap) Wrocław.